# Jonathan Sesma
Jonathan Sesma González est un footballeur espagnol né le 14 novembre 1978 à Las Palmas de Gran Canaria, qui évolue au poste d'ailier gauche.

## Biographie
Fin octobre 2012, il signe jusqu'à la fin de saison en faveur d'Orihuela CF. 

## Palmarès

### Club
- Cádiz CF
  - 2004-2005 : Champion de Segunda Division